# Liu Yanli
Liu Yanli je kineska hokejašica na travi. 
Svojim igrama je izborila mjesto u kineskoj izabranoj vrsti. 

## Sudjelovanja na velikim natjecanjima
Na SP-u 2002. je osvojila brončano odličje.